# Sintoria pappi
Sintoria pappi är en tvåvingeart som beskrevs av Wilcox 1972. Sintoria pappi ingår i släktet Sintoria och familjen rovflugor. Inga underarter finns listade i Catalogue of Life.